# Élections législatives de 2024 dans la Somme
Les élections législatives françaises de 2024 dans la Somme se déroulent les 30 juin et 7 juillet 2024. Dans le département, cinq députés sont à élire dans le cadre de cinq circonscriptions, à la suite de la dissolution de l'Assemblée nationale par Emmanuel Macron.
Le choix de cette dissolution est pris en vertu de l'article 12 de la Constitution et après la défaite de la liste Renaissance aux élections européennes qui ont eu lieu le 9 juin 2024.

## Contexte
| Circonscription | RN      | ENS     | PS - PP | LFI     | LR     |
| --------------- | ------- | ------- | ------- | ------- | ------ |
| Circonscription |         |         |         |         |        |
| 1re             | 40,43 % | 13,17 % | 9,09 %  | 11,06 % | 5,48 % |
| 2e              | 26,87 % | 17,93 % | 13,23 % | 12,86 % | 7,40 % |
| 3e              | 46,08 % | 12,40 % | 6,99 %  | 3,29 %  | 7,13 % |
| 4e              | 46,12 % | 13,47 % | 8,08 %  | 4,64 %  | 7,09 % |
| 5e              | 51,85 % | 12,04 % | 6,38 %  | 4,13 %  | 6,28 % |

## Système électoral
Les élections législatives ont lieu au scrutin uninominal majoritaire à deux tours dans des circonscriptions uninominales.
Est élu au premier tour le candidat qui réunit la majorité absolue des suffrages exprimés et un nombre de voix au moins égal au quart des électeurs inscrits dans la circonscription, soit 25 %. Si aucun des candidats ne satisfait ces conditions, un second tour est organisé entre les candidats ayant réuni un nombre de voix au moins égal à un huitième des inscrits, soit 12,5 %. Les deux candidats arrivés en tête du 1er tour se maintiennent néanmoins par défaut si un seul ou aucun d'entre eux n'a atteint ce seuil. Au second tour, le candidat arrivé en tête est déclaré élu,.
Le seuil de qualification basé sur un pourcentage du total des inscrits et non des suffrages exprimés rend plus difficile l'accès au second tour lorsque l'abstention est élevée. Le système permet en revanche l'accès au second tour de plus de deux candidats si plusieurs d'entre eux franchissent le seuil de 12,5 % des inscrits. Les candidats en lice au second tour peuvent ainsi être trois, un cas de figure appelé « triangulaire ». Les second tours où s'affrontent quatre candidats, appelés « quadrangulaire » sont également possibles, mais beaucoup plus rares,.

### Partis et nuances
Les résultats des élections sont publiés en France par le ministère de l'Intérieur, qui classe les partis en leur attribuant des nuances politiques. Ces dernières sont décidées par les préfets, qui les attribuent indifféremment de l'étiquette politique déclarée par les candidats, qui peut être celle d'un parti ou une candidature sans étiquette.
Seuls le Parti communiste français (COM), La France insoumise (FI), le Parti socialiste (SOC), le Parti radical de gauche (RDG), Les Écologistes (VEC), Renaissance (RE), le Mouvement démocrate (MDM), Horizons (HOR), l'Union des démocrates et indépendants (UDI), Les Républicains (LR), le Rassemblement national (RN) et Reconquête (REC) se voient attribuer en 2024 des nuances propres. Les coalitions Ensemble et Nouveau front populaire, ainsi que les candidats de l'alliance LR-Ciotti-RN, en bénéficient également indirectement, les nuances Ensemble ! (Majorité présidentielle) (ENS), Union de la gauche (UG) et Union de l'extrême-droite (UXD) étant attribuables aux candidats bénéficiant respectivement du soutien de deux partis du centre, de deux partis de gauche ou de deux partis d'extrême-droite,.
Tous les autres partis se voient attribuer l'une ou l'autre des nuances suivantes : EXG (extrême gauche), DVG (divers gauche), ECO (écologiste), REG (régionaliste), DVC (divers centre), DVD (divers droite), DSV (droite souverainiste) et EXD (extrême droite). Des partis comme Debout la France ou Lutte ouvrière ne disposent ainsi pas de nuances propres, et leurs résultats nationaux ne sont pas publiés séparément par le ministère, car mélangés avec d'autres partis (respectivement dans les nuances DSV et EXG).

## Résultats

### Élus
| Circonscription | Député sortant       | Parti | Parti     | Groupe | Député élu ou réélu  | Parti | Parti    | Groupe |
| --------------- | -------------------- | ----- | --------- | ------ | -------------------- | ----- | -------- | ------ |
| 1re             | François Ruffin      |       | LFI - PD! | LFI    | François Ruffin      |       | PD!      | ECO    |
| 2e              | Ingrid Dordain       |       | EC        | RE     | Zahia Hamdane        |       | LFI      | LFI    |
| 3e              | Emmanuel Maquet      |       | LR        | LR     | Matthias Renault     |       | RN       | RN     |
| 4e              | Jean-Philippe Tanguy |       | LAF - RN  | RN     | Jean-Philippe Tanguy |       | LAF - RN | RN     |
| 5e              | Yaël Menache         |       | RN        | RN     | Yaël Menache         |       | RN       | RN     |

### Taux de participation
| Taux de participation | 1er tour | 1er tour | 1er tour   | 2d tour | 2d tour | 2d tour    | Différence entre les deux tours |
| Taux de participation | En 2022  | En 2024  | Différence | En 2022 | En 2024 | Différence | Différence entre les deux tours |
| --------------------- | -------- | -------- | ---------- | ------- | ------- | ---------- | ------------------------------- |
| À midi                | 18,52 %  | 27,51 %  | 8,99       | 17,02 % | 28,34 % | 11,32      | 0,83                            |
| À 17 heures           | 41,80 %  | 60,15 %  | 18,35      | 39,06 % | 62,49 % | 23,43      | 2,34                            |
| Final                 | 49,27 %  | 67,81 %  | 18,54      | 48,44 % | 68,41 % | 19,97      | 1                               |

### Résultats à l'échelle du département

#### Résultats par coalition
| Parti ou coalition                          | Parti ou coalition                          | Parti ou coalition                      | Premier tour | Premier tour | Premier tour | Second tour   | Second tour   | Second tour | Total Sièges  | +/-           |  |
| Parti ou coalition                          | Parti ou coalition                          | Parti ou coalition                      | Voix         | %            | Sièges       | Voix          | %             | Sièges      | Total Sièges  | +/-           |  |
| ------------------------------------------- | ------------------------------------------- | --------------------------------------- | ------------ | ------------ | ------------ | ------------- | ------------- | ----------- | ------------- | ------------- |  |
|                                             |                                             | Rassemblement national (RN)             | 77 971       | 28,90        | 1            | 53 959        | 25,33         | 1           | 2             | 1             |  |
|                                             | L'Avenir français (LAF)                     | 42 701                                  | 15,82        | 0            | 47 613       | 22,35         | 1             | 1           | en stagnation |               |  |
| Total Rassemblement national (RN)           | Total Rassemblement national (RN)           | 120 672                                 | 44,73        | 1            | 101 572      | 47,68         | 2             | 3           | 1             |               |  |
|                                             |                                             | La France insoumise (LFI)               | 22 094       | 8,19         | 0            | 18 538        | 8,70          | 1           | 1             | 1             |  |
|                                             | Picardie debout ! (PD!)                     | 17 850                                  | 6,62         | 0            | 27 108       | 12,72         | 1             | 1           | en stagnation |               |  |
|                                             | Les Écologistes (LÉ)                        | 9 789                                   | 3,63         | 0            |              |               |               | 0           | en stagnation |               |  |
|                                             | Parti communiste français (PCF)             | 8 385                                   | 3,11         | 0            | 0            | en stagnation |               |             |               |               |  |
| Total Nouveau Front populaire (NFP)         | Total Nouveau Front populaire (NFP)         | 58 118                                  | 21,54        | 0            | 45 646       | 21,43         | 2             | 2           | 1             |               |  |
|                                             |                                             | Renaissance (RE)                        | 45 757       | 16,96        | 0            | 40 429        | 18,98         | 0           | 0             | en stagnation |  |
|                                             | Horizons (HOR)                              | 3 490                                   | 1,29         | 0            |              |               |               | 0           | en stagnation |               |  |
| Total Ensemble pour la République (ENS)     | Total Ensemble pour la République (ENS)     | 49 247                                  | 18,26        | 0            | 40 429       | 18,98         | 0             | 0           | en stagnation |               |  |
|                                             |                                             | Les Républicains (LR)                   | 30 938       | 11,47        | 0            | 25 383        | 11,92         | 0           | 0             | 1             |  |
| Total Union de la droite et du centre (UDC) | Total Union de la droite et du centre (UDC) | 30 938                                  | 11,47        | 0            | 25 383       | 11,92         | 0             | 0           | 1             |               |  |
|                                             | Lutte ouvrière (LO)                         | Lutte ouvrière (LO)                     | 3 593        | 1,33         | 0            |               |               |             | 0             | en stagnation |  |
|                                             | En commun (EC)                              | En commun (EC)                          | 1 589        | 0,59         | 0            | 0             | 1             |             |               |               |  |
|                                             | Reconquête (REC)                            | Reconquête (REC)                        | 1 452        | 0,54         | 0            | 0             | en stagnation |             |               |               |  |
|                                             | Les Centristes - Le Nouveau Centre (LC)     | Les Centristes - Le Nouveau Centre (LC) | 1 096        | 0,41         | 0            | 0             | Nv            |             |               |               |  |
|                                             |                                             | Alliance centriste (AC)                 | 993          | 0,37         | 0            | 0             | en stagnation |             |               |               |  |
| Total Le Centre (LC)                        | Total Le Centre (LC)                        | 993                                     | 0,37         | 0            | 0            | en stagnation |               |             |               |               |  |
|                                             |                                             | Réunion et décision citoyenne (RDC)     | 44           | 0,02         | 0            | 0             | Nv            |             |               |               |  |
| Total Coalition citoyenne (CC)              | Total Coalition citoyenne (CC)              | 44                                      | 0,02         | 0            | 0            | Nv            |               |             |               |               |  |
|                                             | Sans étiquette (SE)                         | Sans étiquette (SE)                     | 2 029        | 0,75         | 0            | 0             | Nv            |             |               |               |  |
|                                             |                                             |                                         |              |              |              |               |               |             |               |               |  |
| Suffrages exprimés                          | Suffrages exprimés                          | Suffrages exprimés                      | 269 771      | 97,34        |              | 213 030       | 95,06         |             |               |               |  |
| Votes blancs                                | Votes blancs                                | Votes blancs                            | 5 125        | 1,85         | 8 263        | 3,69          |               |             |               |               |  |
| Votes nuls                                  | Votes nuls                                  | Votes nuls                              | 2 250        | 0,81         | 2 809        | 1,25          |               |             |               |               |  |
| Total                                       | Total                                       | Total                                   | 277 146      | 100          | 1            | 224 102       | 100           | 4           | 5             | en stagnation |  |
| Abstentions                                 | Abstentions                                 | Abstentions                             | 131 593      | 32,19        |              | 103 476       | 31,59         |             |               |               |  |
| Inscrits/Participation                      | Inscrits/Participation                      | Inscrits/Participation                  | 408 739      | 67,81        | 327 578      | 68,41         |               |             |               |               |  |

#### Résultats par nuance
| Nuance                 | Nuance                   | Nuance                 | Premier tour | Premier tour | Premier tour | Second tour | Second tour   | Second tour | Total Sièges | +/-           |  |
| Nuance                 | Nuance                   | Nuance                 | Voix         | %            | Sièges       | Voix        | %             | Sièges      | Total Sièges | +/-           |  |
| ---------------------- | ------------------------ | ---------------------- | ------------ | ------------ | ------------ | ----------- | ------------- | ----------- | ------------ | ------------- |  |
|                        | Rassemblement national   | RN                     | 120 672      | 44,73        | 1            | 101 572     | 47,68         | 2           | 3            | 1             |  |
|                        | Union de la gauche (NFP) | UG                     | 58 118       | 21,54        | 0            | 45 646      | 21,43         | 2           | 2            | 1             |  |
|                        | Ensemble                 | ENS                    | 49 247       | 18,26        | 0            | 40 429      | 18,98         | 0           | 0            | 1             |  |
|                        | Les Républicains         | LR                     | 30 938       | 11,47        | 0            | 25 383      | 11,92         | 0           | 0            | 1             |  |
|                        | Divers centre            | DVC                    | 5 490        | 2,04         | 0            |             |               |             | 0            | en stagnation |  |
|                        | Extrême gauche           | EXG                    | 3 593        | 1,33         | 0            | 0           | en stagnation |             |              |               |  |
|                        | Reconquête               | REC                    | 1 452        | 0,54         | 0            | 0           | en stagnation |             |              |               |  |
|                        | Droite souverainiste     | DSV                    | 261          | 0,10         | 0            | 0           | en stagnation |             |              |               |  |
|                        |                          |                        |              |              |              |             |               |             |              |               |  |
| Suffrages exprimés     | Suffrages exprimés       | Suffrages exprimés     | 269 771      | 97,34        |              | 213 030     | 95,06         |             |              |               |  |
| Votes blancs           | Votes blancs             | Votes blancs           | 5 125        | 1,85         | 8 263        | 3,69        |               |             |              |               |  |
| Votes nuls             | Votes nuls               | Votes nuls             | 2 250        | 0,81         | 2 809        | 1,25        |               |             |              |               |  |
| Total                  | Total                    | Total                  | 277 146      | 100          | 1            | 224 102     | 100           | 4           | 5            | en stagnation |  |
| Abstentions            | Abstentions              | Abstentions            | 131 593      | 32,19        |              | 103 476     | 31,59         |             |              |               |  |
| Inscrits/Participation | Inscrits/Participation   | Inscrits/Participation | 408 739      | 67,81        | 327 578      | 68,41       |               |             |              |               |  |

### Résultats par circonscription

#### Première circonscription
- Député sortant : François Ruffin (Picardie debout !, à la suite de sa rupture avec La France insoumise pendant la campagne électorale[19])

| Candidat                 | Candidat                 | Parti et coalition       | Nuance                   | Premier tour | Premier tour | Second tour | Second tour |
| Candidat                 | Candidat                 | Parti et coalition       | Nuance                   | Voix         | %            | Voix        | %           |
| ------------------------ | ------------------------ | ------------------------ | ------------------------ | ------------ | ------------ | ----------- | ----------- |
|                          | Nathalie Ribeiro-Billet  | RN                       | RN                       | 21 413       | 40,69        | 24 083      | 47,05       |
|                          | François Ruffin          | PD! (NFP)                | UG                       | 17 850       | 33,92        | 27 108      | 52,95       |
|                          | Albane Branlant          | RE (ENS)                 | ENS                      | 11 933       | 22,68        | Retrait     | Retrait     |
|                          | Bruno Dumont             | AC (LC)                  | DVC                      | 776          | 1,47         |             |             |
|                          | Jean-Patrick Baudry      | LO                       | EXG                      | 653          | 1,24         |             |             |
|                          |                          |                          |                          |              |              |             |             |
| Suffrages exprimés       | Suffrages exprimés       | Suffrages exprimés       | Suffrages exprimés       | 52 625       | 97,44        | 51 191      | 93,64       |
| Votes blancs             | Votes blancs             | Votes blancs             | Votes blancs             | 926          | 1,71         | 2 576       | 4,71        |
| Votes nuls               | Votes nuls               | Votes nuls               | Votes nuls               | 459          | 0,85         | 900         | 1,65        |
| Total                    | Total                    | Total                    | Total                    | 54 010       | 100          | 54 667      | 100         |
| Abstention               | Abstention               | Abstention               | Abstention               | 29 094       | 35,01        | 28 437      | 34,22       |
| Inscrits / participation | Inscrits / participation | Inscrits / participation | Inscrits / participation | 83 104       | 64,99        | 83 104      | 65,78       |

#### Deuxième circonscription
- Députée sortante : Ingrid Dordain (En commun)

| Candidat                 | Candidat                 | Parti et coalition       | Nuance                   | Premier tour | Premier tour | Second tour | Second tour |
| Candidat                 | Candidat                 | Parti et coalition       | Nuance                   | Voix         | %            | Voix        | %           |
| ------------------------ | ------------------------ | ------------------------ | ------------------------ | ------------ | ------------ | ----------- | ----------- |
|                          | Zahia Hamdane            | LFI (NFP)                | UG                       | 15 217       | 29,54        | 18 538      | 35,76       |
|                          | Damien Toumi             | LAF (RN)                 | RN                       | 14 142       | 27,46        | 16 145      | 31,15       |
|                          | Hubert de Jenlis         | RE (ENS)                 | ENS                      | 12 997       | 25,23        | 17 153      | 33,09       |
|                          | Anne Pinon               | LR (UDC)                 | LR                       | 3 450        | 6,70         |             |             |
|                          | Renaud Deschamps         | SE                       | DVC                      | 2 029        | 3,94         |             |             |
|                          | Ingrid Dordain           | EC                       | DVC                      | 1 589        | 3,09         |             |             |
|                          | Paul-Éric Dècle          | LC                       | DVC                      | 1 096        | 2,13         |             |             |
|                          | Rémy Chassoulier         | LO                       | EXG                      | 531          | 1,03         |             |             |
|                          | Suzanne Plaquet          | REC                      | REC                      | 410          | 0,80         |             |             |
|                          | Grégoire Lecocq          | RDC (CC)                 | DSV                      | 44           | 0,09         |             |             |
|                          |                          |                          |                          |              |              |             |             |
| Suffrages exprimés       | Suffrages exprimés       | Suffrages exprimés       | Suffrages exprimés       | 51 505       | 97,99        | 51 836      | 97,34       |
| Votes blancs             | Votes blancs             | Votes blancs             | Votes blancs             | 756          | 1,44         | 1 072       | 2,01        |
| Votes nuls               | Votes nuls               | Votes nuls               | Votes nuls               | 301          | 0,57         | 343         | 0,64        |
| Total                    | Total                    | Total                    | Total                    | 52 562       | 100          | 53 251      | 100         |
| Abstention               | Abstention               | Abstention               | Abstention               | 24 779       | 32,04        | 24 099      | 31,16       |
| Inscrits / participation | Inscrits / participation | Inscrits / participation | Inscrits / participation | 77 341       | 67,96        | 77 350      | 68,84       |

#### Troisième circonscription
- Député sortant : Emmanuel Maquet (Les Républicains)

| Candidat                 | Candidat                 | Parti et coalition       | Nuance                   | Premier tour | Premier tour | Second tour | Second tour |
| Candidat                 | Candidat                 | Parti et coalition       | Nuance                   | Voix         | %            | Voix        | %           |
| ------------------------ | ------------------------ | ------------------------ | ------------------------ | ------------ | ------------ | ----------- | ----------- |
|                          | Matthias Renault         | RN                       | RN                       | 27 277       | 48,90        | 29 876      | 54,07       |
|                          | Emmanuel Maquet          | LR (UDC)                 | LR                       | 15 449       | 27,70        | 25 383      | 45,93       |
|                          | Léon Deffontaines        | PCF (NFP)                | UG                       | 8 385        | 15,03        |             |             |
|                          | Bruno Mariage            | HOR (ENS)                | ENS                      | 3 490        | 6,26         |             |             |
|                          | Michel Valet             | LO                       | EXG                      | 589          | 1,06         |             |             |
|                          | Sylvie Bruhat            | REC                      | REC                      | 370          | 0,66         |             |             |
|                          | Noé Boxoën               | AC (LC)                  | DSV                      | 217          | 0,39         |             |             |
|                          |                          |                          |                          |              |              |             |             |
| Suffrages exprimés       | Suffrages exprimés       | Suffrages exprimés       | Suffrages exprimés       | 55 777       | 97,08        | 55 259      | 95,51       |
| Votes blancs             | Votes blancs             | Votes blancs             | Votes blancs             | 1 128        | 1,96         | 1 864       | 3,22        |
| Votes nuls               | Votes nuls               | Votes nuls               | Votes nuls               | 549          | 0,96         | 734         | 1,27        |
| Total                    | Total                    | Total                    | Total                    | 57 454       | 100          | 57 857      | 100         |
| Abstention               | Abstention               | Abstention               | Abstention               | 24 569       | 29,95        | 24 166      | 29,46       |
| Inscrits / participation | Inscrits / participation | Inscrits / participation | Inscrits / participation | 82 023       | 70,05        | 82 023      | 70,54       |

#### Quatrième circonscription
- Député sortant : Jean-Philippe Tanguy (L'Avenir français - Rassemblement national)

| Candidat                 | Candidat                 | Parti et coalition       | Nuance                   | Premier tour | Premier tour | Second tour | Second tour |
| Candidat                 | Candidat                 | Parti et coalition       | Nuance                   | Voix         | %            | Voix        | %           |
| ------------------------ | ------------------------ | ------------------------ | ------------------------ | ------------ | ------------ | ----------- | ----------- |
|                          | Jean-Philippe Tanguy     | LAF (RN)                 | RN                       | 28 559       | 49,62        | 31 468      | 57,48       |
|                          | Anthony Gest             | RE (ENS)                 | ENS                      | 10 631       | 18,47        | 23 276      | 42,52       |
|                          | Élodie Héren             | LÉ (NFP)                 | UG                       | 9 789        | 17,01        |             |             |
|                          | Vincent Jacques          | LR (UDC)                 | LR                       | 7 759        | 13,48        |             |             |
|                          | Guy Vitoux               | LO                       | EXG                      | 820          | 1,42         |             |             |
|                          |                          |                          |                          |              |              |             |             |
| Suffrages exprimés       | Suffrages exprimés       | Suffrages exprimés       | Suffrages exprimés       | 57 558       | 97,26        | 54 744      | 93,86       |
| Votes blancs             | Votes blancs             | Votes blancs             | Votes blancs             | 1 178        | 1,99         | 2 751       | 4,72        |
| Votes nuls               | Votes nuls               | Votes nuls               | Votes nuls               | 446          | 0,75         | 832         | 1,43        |
| Total                    | Total                    | Total                    | Total                    | 59 182       | 100          | 58 327      | 100         |
| Abstention               | Abstention               | Abstention               | Abstention               | 25 898       | 30,44        | 26 774      | 31,46       |
| Inscrits / participation | Inscrits / participation | Inscrits / participation | Inscrits / participation | 85 080       | 69,56        | 85 101      | 68,54       |

#### Cinquième circonscription
- Députée sortante : Yaël Menache (Rassemblement national)

|                          | Yaël Menache             | RN                       | RN                       | 29 281 | 55,98 |  |  |
|                          | Loïc Folléat             | RE (ENS)                 | ENS                      | 10 196 | 19,49 |  |  |
|                          | Alice Berger             | LFI (NFP)                | UG                       | 6 877  | 13,15 |  |  |
|                          | Séverine Mordacq         | LR (UDC)                 | LR                       | 4 280  | 8,18  |  |  |
|                          | Hélène Launay            | LO                       | EXG                      | 1 000  | 1,91  |  |  |
|                          | Béatrice Guilbert        | REC                      | REC                      | 672    | 1,28  |  |  |
|                          |                          |                          |                          |        |       |  |  |
| Suffrages exprimés       | Suffrages exprimés       | Suffrages exprimés       | Suffrages exprimés       | 52 306 | 96,97 |  |  |
| Votes blancs             | Votes blancs             | Votes blancs             | Votes blancs             | 1 137  | 2,11  |  |  |
| Votes nuls               | Votes nuls               | Votes nuls               | Votes nuls               | 495    | 0,92  |  |  |
| Total                    | Total                    | Total                    | Total                    | 53 938 | 100   |  |  |
| Abstention               | Abstention               | Abstention               | Abstention               | 27 253 | 33,57 |  |  |
| Inscrits / participation | Inscrits / participation | Inscrits / participation | Inscrits / participation | 81 191 | 66,43 |  |  |